# JD Motorsport
JD Motorsport é uma equipe de automobilismo baseada em Vespolate, na Itália, que compete com monoposto em fórmulas na Europa. A equipe foi formada em 1995 por Roberto Cavallari e Alfredo Cappelletti.